# Graneberg
För stadsdelen i Uppsala, se Sunnersta, för orten i Uppsala kommun, se Graneberg, Uppsala kommun

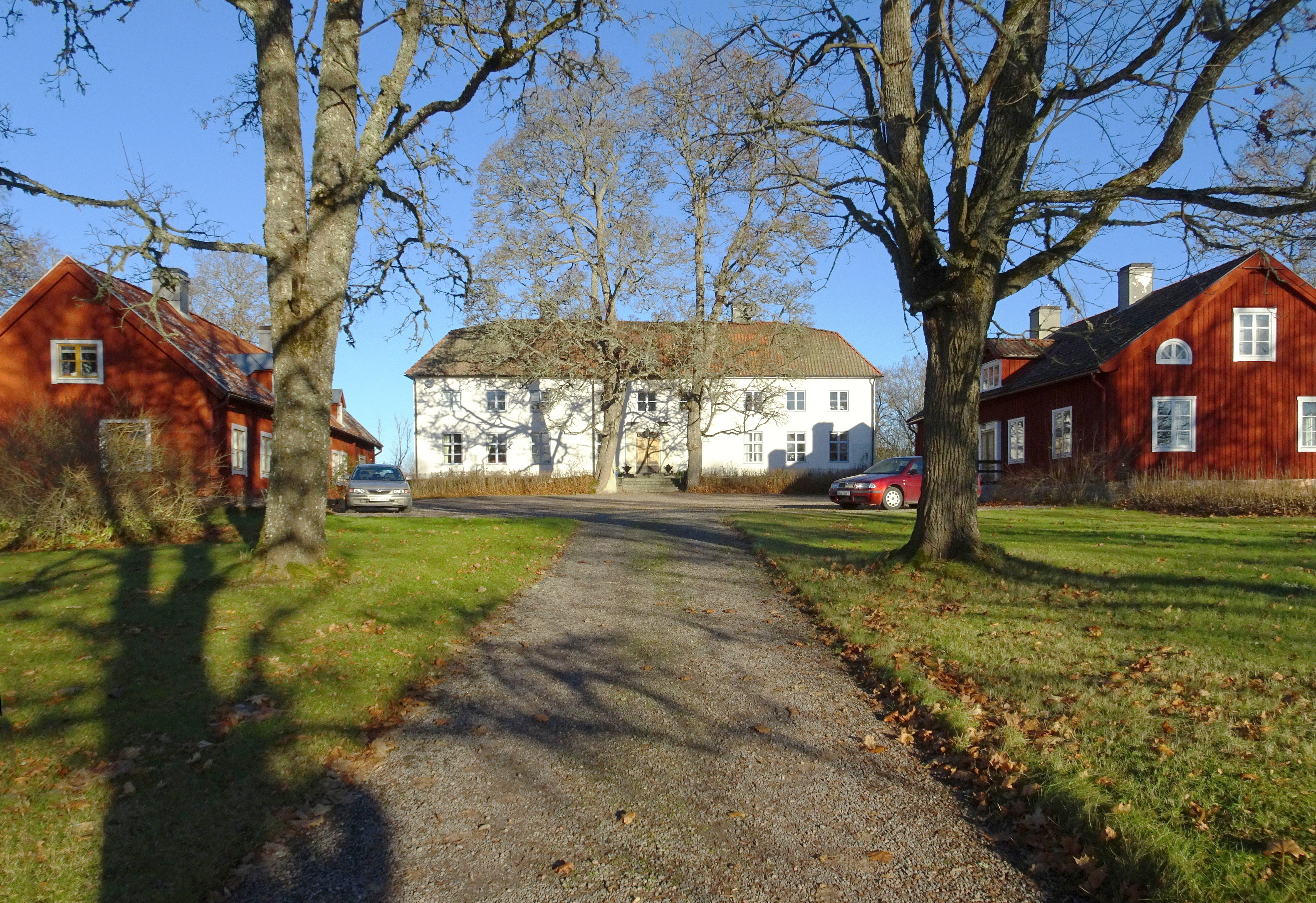
Granebergs huvudbyggnad och flyglar, november 2021.

Graneberg är ett tidigare säteri och fideikommiss beläget cirka 1,8 kilometer nordost om Stjärnhov i Gryts socken, Gnesta kommun, Södermanlands län.

## Historik

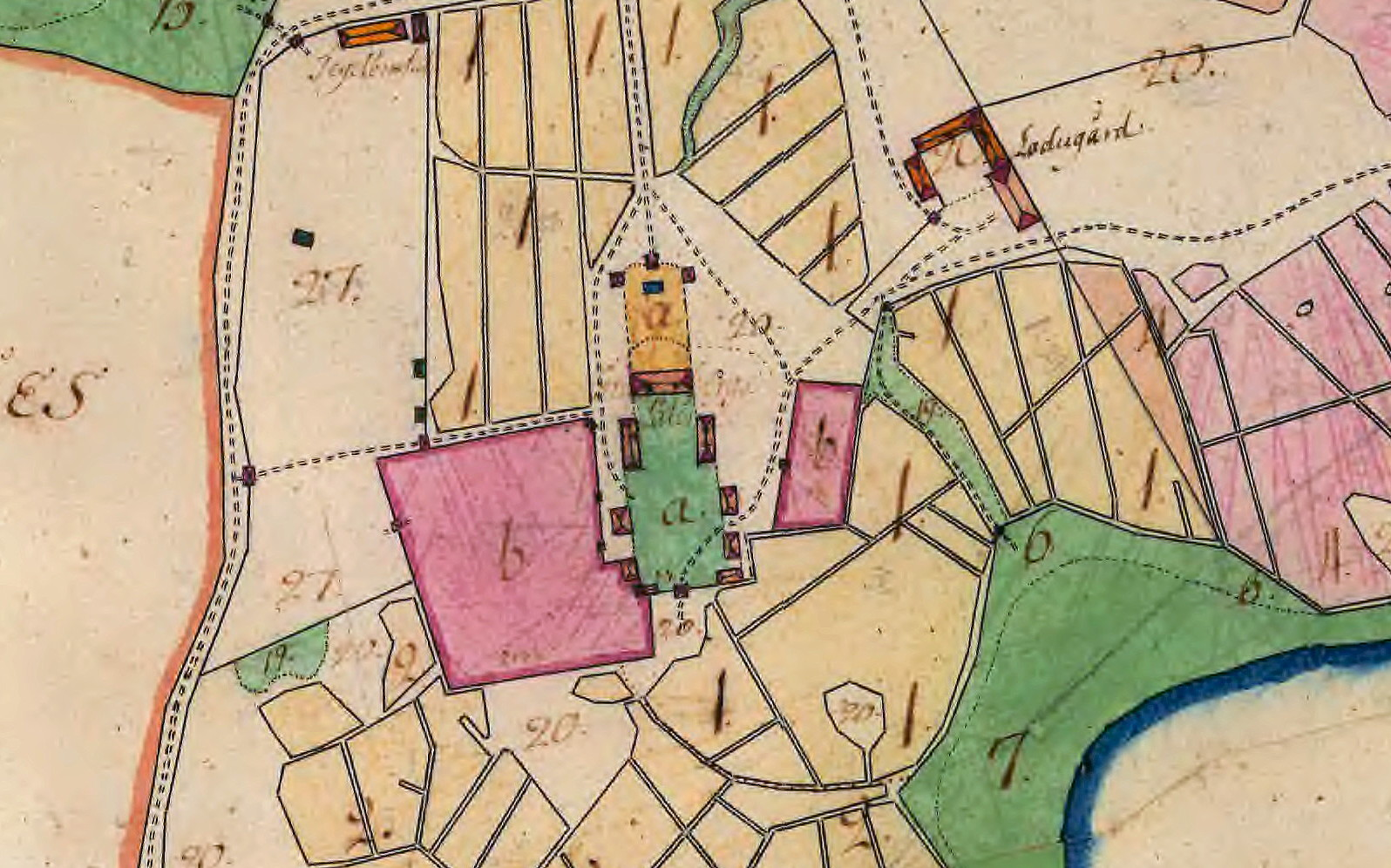
Graneberg 1782.

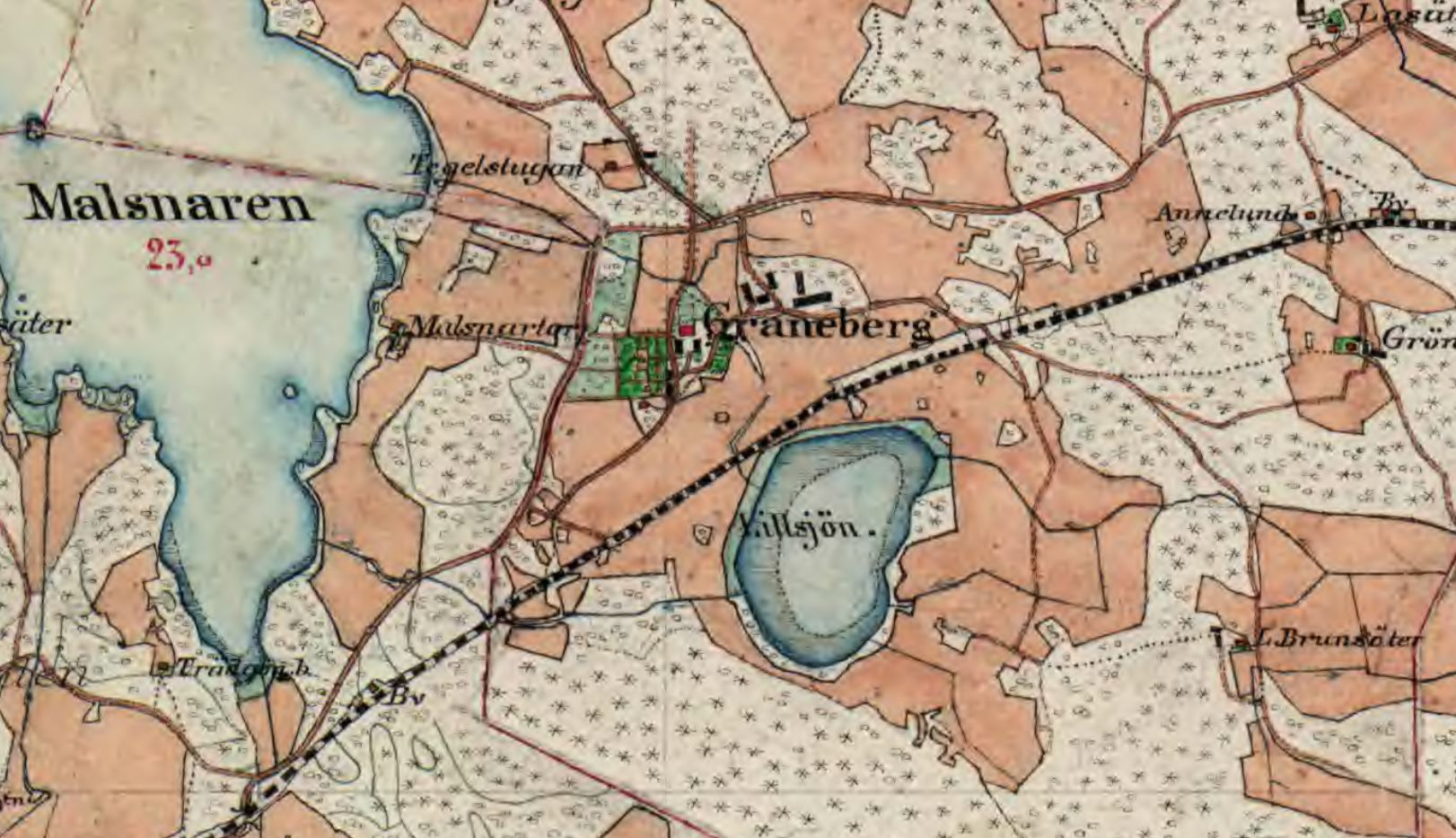
Graneberg 1897.

Egendomen kallades på 1500-talet Hundsgrana som betyder ”kungsgården i granskogen”. Även namn som Husgran eller Husgrana förekommer i de årliga räntelängderna. Dessförinnan var Hundsgrana en by som i slutet av 1500-talet omfattade minst tre hemman.
Stället uppläts 1596 genom köp och donation till Hans von Mansbach (eller Masenbach). Genom arv kom gården till Hans Henrik von Siegroth vilken skrev sig på Graneberg och avled där 1676. Hans änka, Anna Barbara von Siegroth, behöll gården för sig och sina barn, förlorade dock en stor del till kronan genom reduktionen.
Gården utbyttes 1690 åter till frälse dels genom friherren Axel Magnus Hummerhjelm (Anna Siegroths andra man), dels genom landshövdingen Erik Lovisin. Genom gifte med den sistnämndes dotter blev landshövdingen greve Carl Fröhlich ägare till säteriet. Egendomen vandrade sedan snabbt genom flera händer: H. Heerdhjelms arvingar (1740), ätten Gripenmark (1760), Anton Grell (1788). Därefter övertogs Graneberg av kommendörkapten friherre Axel Leonard Klinckowström (1775-1837) vilken gjorde gården till familjens fideikommiss genom att 1820 flytta fideikommisset från Rinkesta i Ärila socken hit. På 1860-talet avklipptes gårdens södra ägor från resten när Västra stambanan drogs förbi här. 
Granebergs fideikommiss existerade sedan fram till 1914 då gården såldes av friherre Henrik Martin Hjalmar Klinckowström (1872–1932) med kungligt tillstånd till Johan Leonard Carlson (född 1868). Han var redan tidigare gårdens arrendator och övertog 1914 egendomen helt. Nuvarande ägare är några av J.L. Carlsons barnbarn och barnbarns barn, varav två bor på gården.

## Bebyggelsen och gårdens ägor

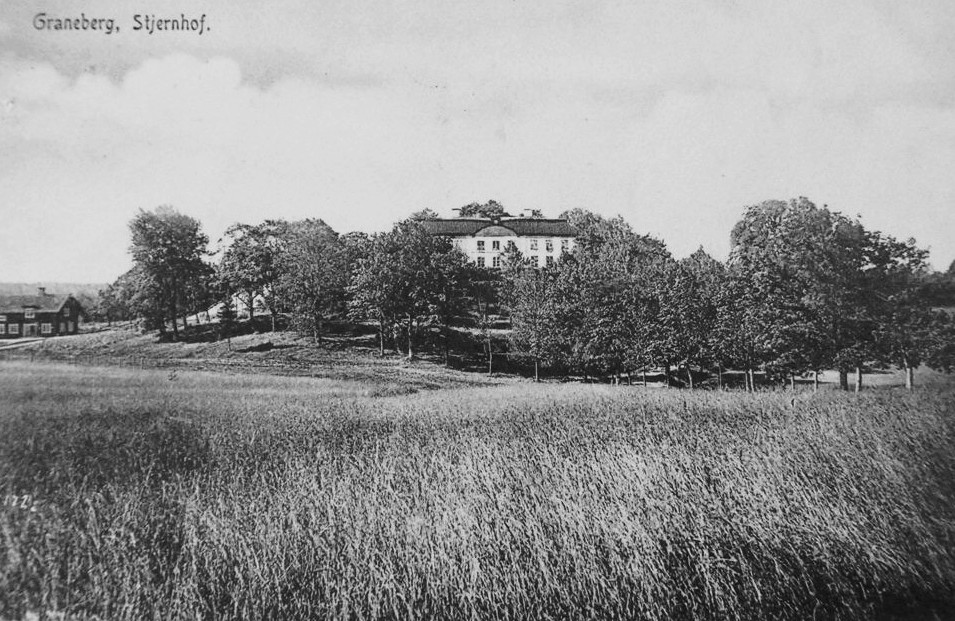
Gården från norr, 1909.

På en karta från 1782 syns gårdens huvudbebyggelse med huvudbyggnaden och sex flygelbyggnader i söder samt ytterligare två i norr. En ladugårdsfyrkant låg i öster. Idag är Granebergs huvudbebyggelse väl samlad med corps de logi på en mindre kulle i centrum och ekonomibyggnaderna dels i öster, dels i sydväst. Från landsvägen i norr leder en kort allé fram till gården. 
Manbyggnaden omges av två fristående flyglar i söder. Nuvarande huvudbyggnad är uppfört i trä omkring 1770 i två våningar under ett valmat och brutet sadeltak. Fasaderna utfördes i ljusputsad revetering. Mot norr accentueras fasaden av en rundad frontespis. Huset innehåller 14 rum och kök. De båda rödmålade flyglarna är från samma tid som huvudbyggnaden, eventuellt äldre. Nuvarande ekonomibyggnader uppfördes omkring 1880, ladugård och övriga byggnader härrör från 1700-talets mitt. Ytterligare ekonomibyggnader har tillkommit på senare tid.
År 1940 omfattade gårdens areal 410 hektar, varav åker och betesmark 171 hektar och produktiv skog cirka 170 hektar. Gården Hällesta om 80,8 hektar tillhörde Graneberg liksom torpställen Nyängen, Stensäter, Granhult, Liljedal och Kallkärr. Gårdens ägor omfattar idag (2020) omkring 472 hektar mark som sträcker sig huvudsakligen norr om gårdsbebyggelsen. I söder ingår hela Lillsjön, i väster en del av sjön Malsnaren och i norr en del av Nedre Gällringen. Jordbruket är utarrenderat.

### Nutida bilder

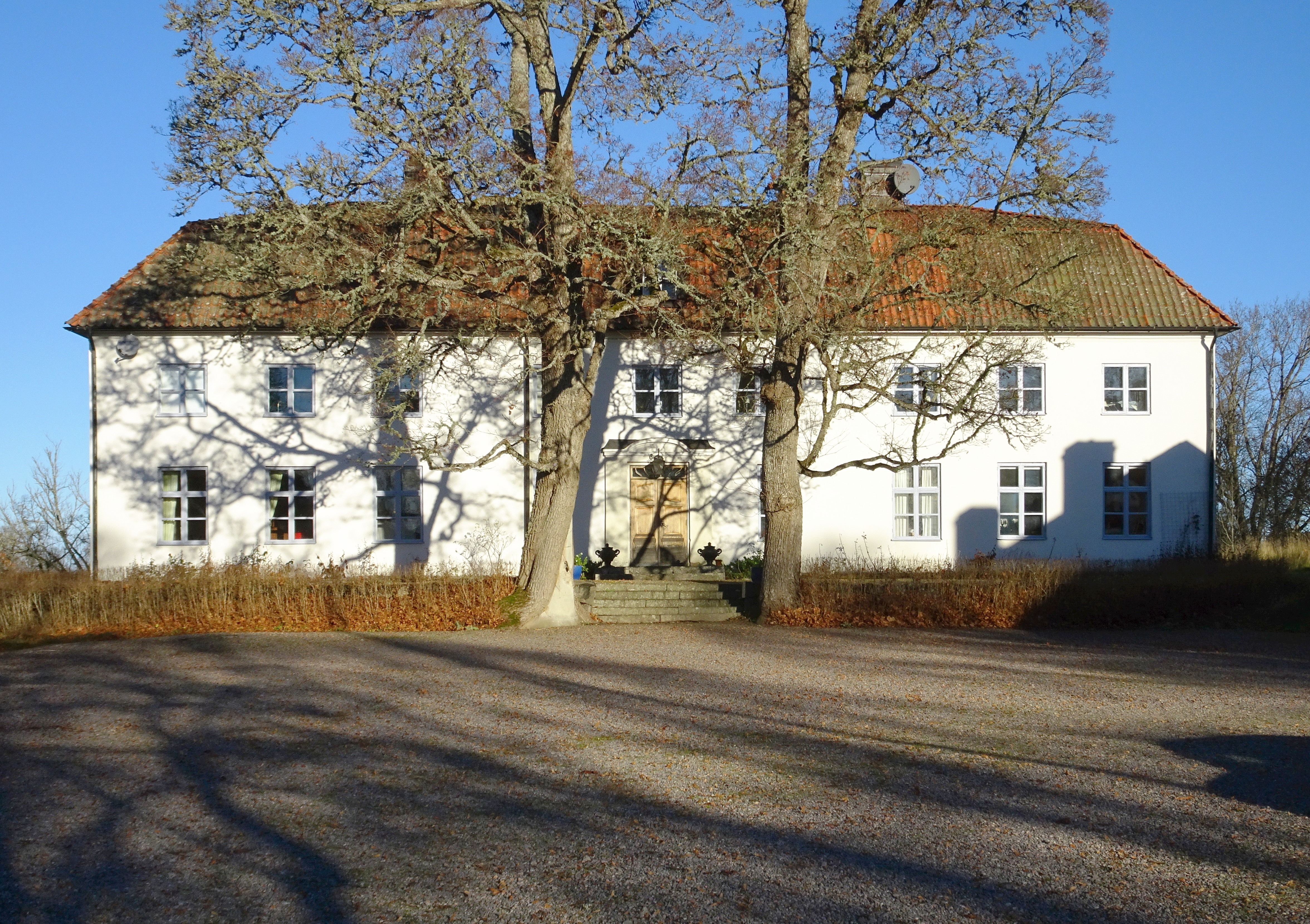
Huvudbyggnad.
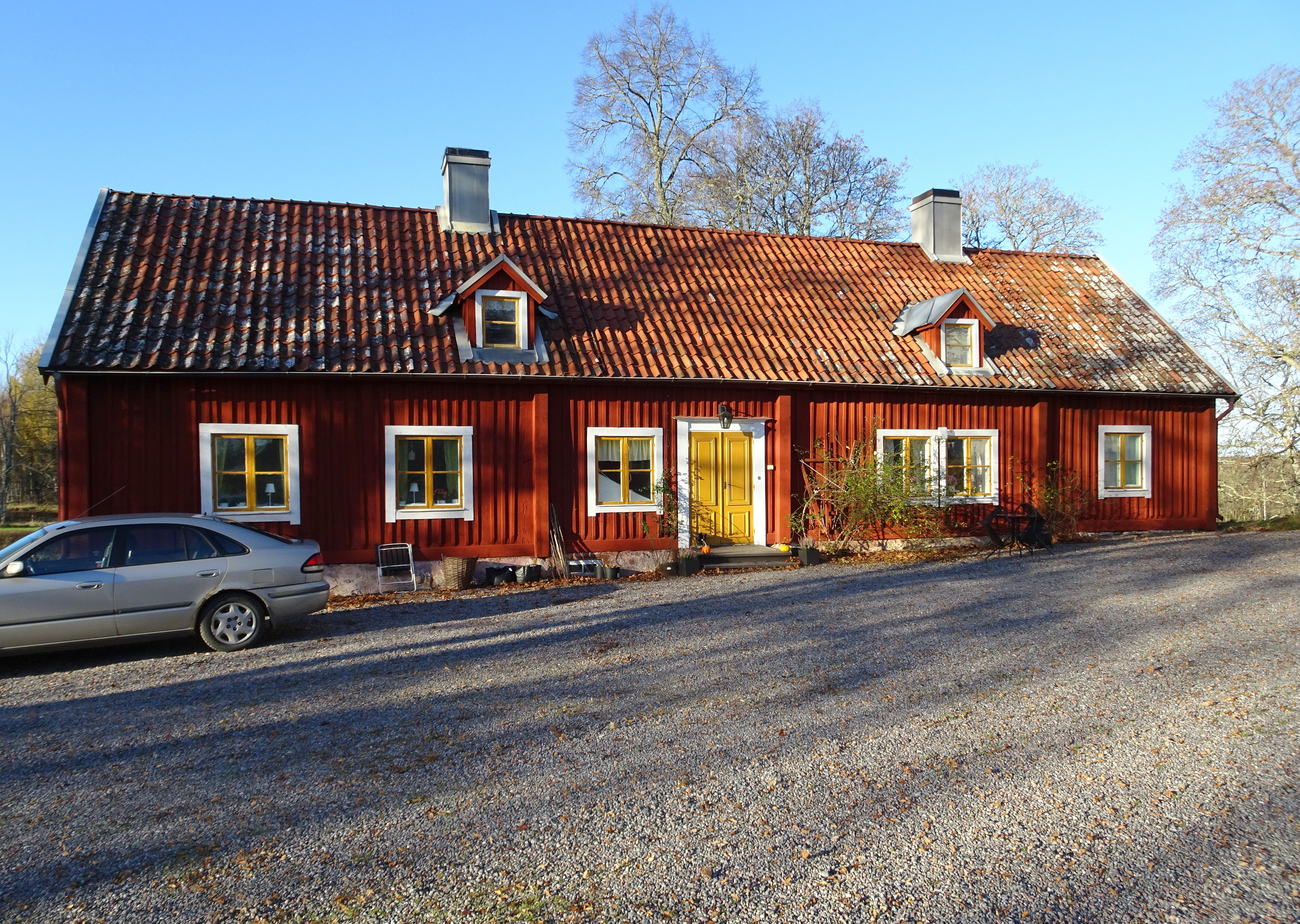
Västra flygel.
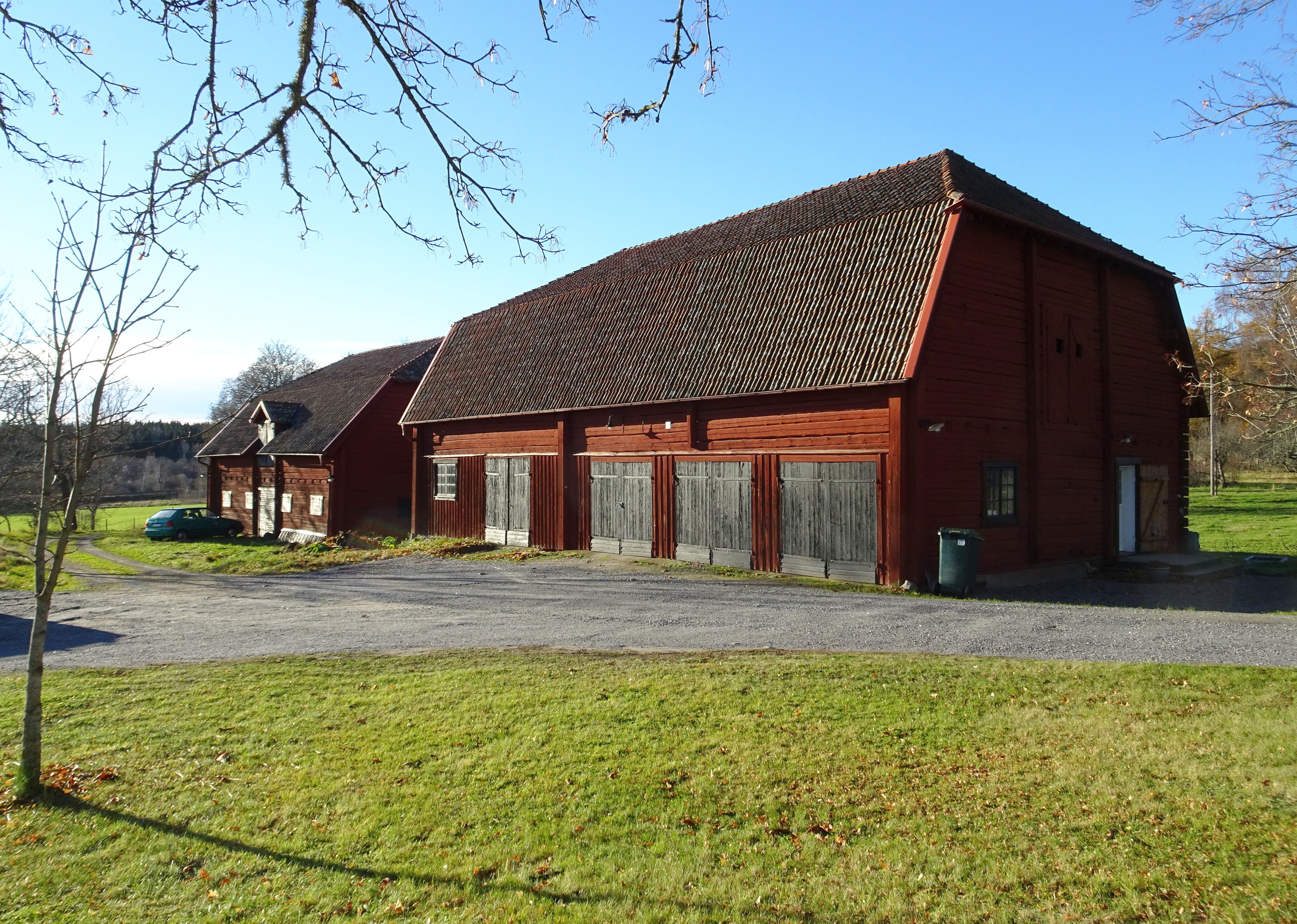
Ekonomibyggnader.
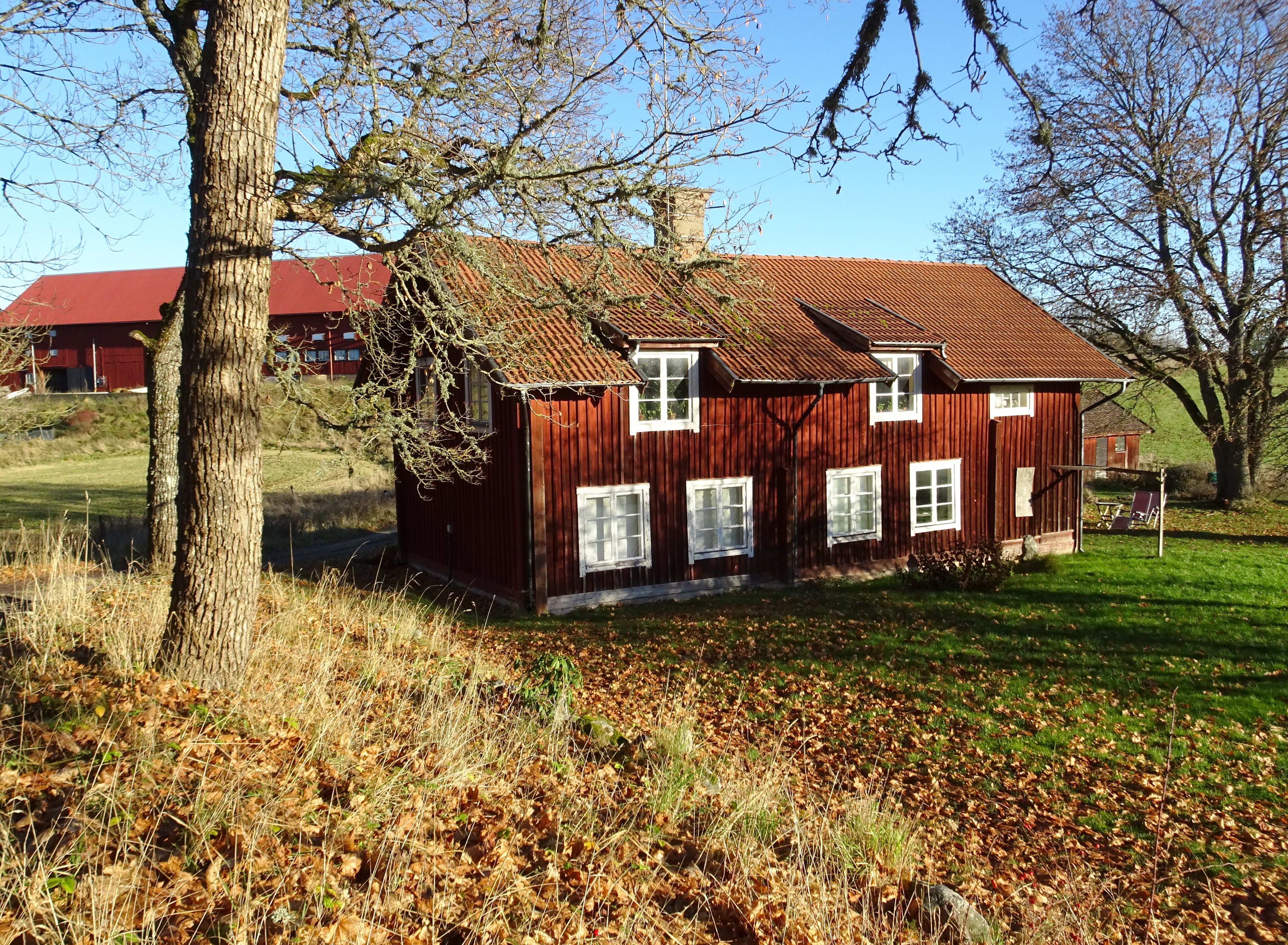
Före detta arbetarbostad.